# Teresina
Teresina är en stad och kommun i nordöstra Brasilien och är huvudstad i delstaten Piauí. Den är belägen vid floden Parnaíba och är den enda delstatshuvudstaden i den nordöstra regionen som ligger i inlandet. Staden grundades år 1852 som Vila Nova do Poti, syftande på Parnaíbas biflod Poti som här ansluter till den större floden. På andra sidan Parnaíba ligger Timon, delstaten Maranhãos tredje största stad.

## Befolkningsutveckling
| Område                          | Areal (km²)   | Invånarantal 1 augusti 2000 | Invånarantal 1 augusti 2010 | Invånarantal 1 juli 2014 |
| ------------------------------- | ------------- | --------------------------- | --------------------------- | ------------------------ |
| Storteresinas utvecklingsregion | 10 488,37     | 1 008 198                   | 1 150 959                   | 1 189 260                |
| Kommun                          | 1 391,98¹     | Ingen uppgift¹              | 814 230                     | 840 600                  |
| ...varav centralort             | Ingen uppgift | 677 470                     | 767 557                     | Ingen uppgift            |

¹ Kommunens areal var 1 755,70 km² 2002, och folkmängden var 715 360 invånare vid folkräkningen 2000. 2005 bröt sig Nazária ut och bildade en egen kommun.
Storteresinas utvecklingsregion, Região Integrada de Desenvolvimento da Grande Teresina, är en planerings- och statistisk region snarare än ett storstadsområde, och består av Teresina samt ytterligare tretton kommuner, bland annat Timon i delstaten Maranhão.